# Jadreški
Jadreški (en italien : Giadreschi) est une localité de Croatie située en Istrie, dans la municipalité de Ližnjan, dans le comitat d'Istrie. En 2001, la localité comptait 321 habitants.

## Démographie
| 1948 | 1953 | 1961 | 1971 | 1981 | 1991 | 2001 |
| ---- | ---- | ---- | ---- | ---- | ---- | ---- |
| 283  | 267  | 271  | 244  | 227  | 230  | 321  |